# Lîmanske, Berezanka
Lîmanske (în ucraineană Лиманське) este un sat în comuna Matiasove din raionul Berezanka, regiunea Mîkolaiiv, Ucraina.

## Demografie
Componența lingvistică a localității Lîmanske
     Ucraineană (89,66%)
     Rusă (10,34%)
Conform recensământului din 2001, majoritatea populației localității Lîmanske era vorbitoare de ucraineană (89,66%), existând în minoritate și vorbitori de rusă (10,34%).